# Melasa

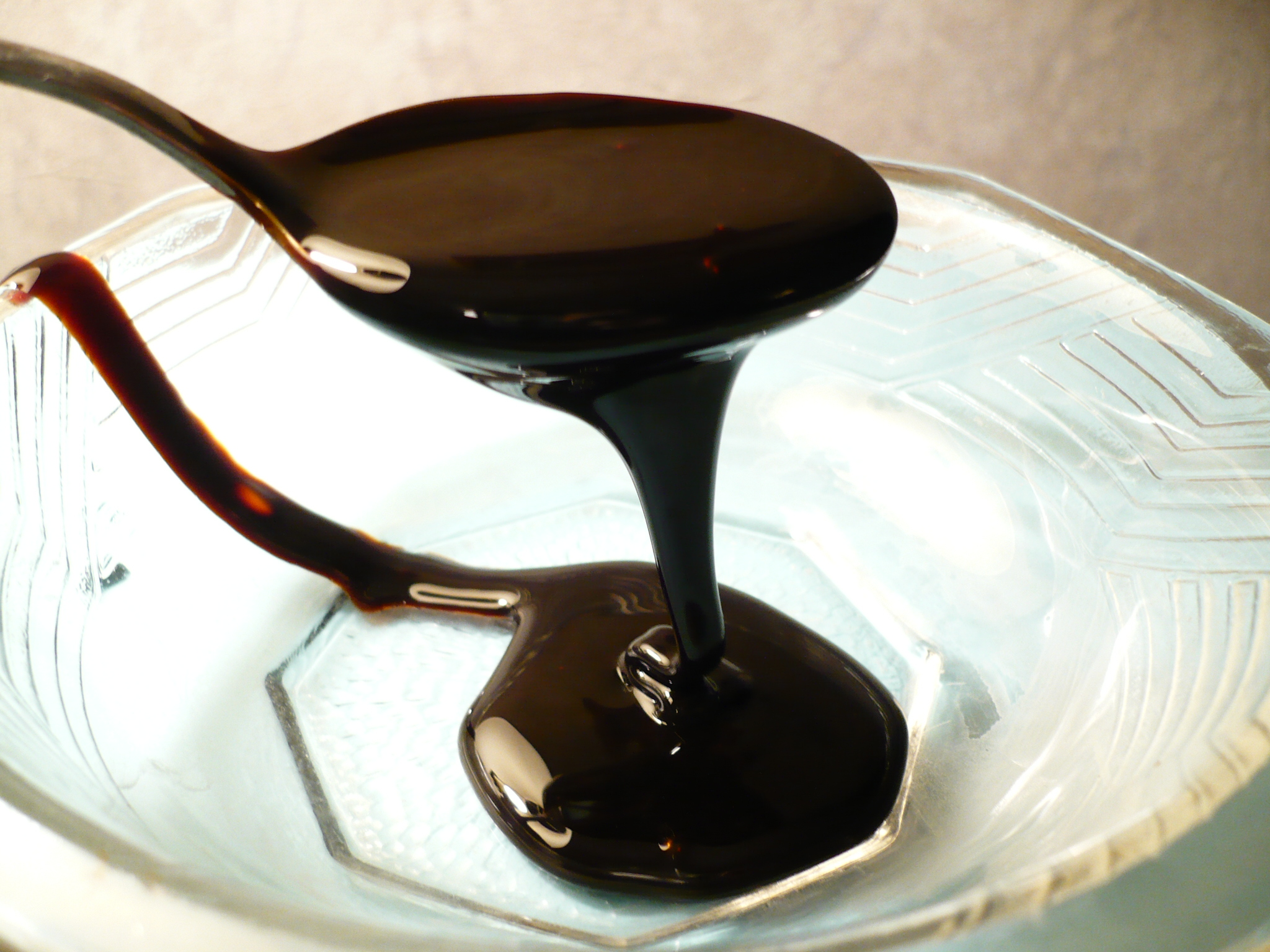
Melasa

Melasa, melas – ciemnobrązowy, gęsty syrop o odczynie słabo alkalicznym. Powstaje jako produkt uboczny podczas produkcji cukru spożywczego. Jest produktem o zawartości około 40% sacharozy lub mniej, której dalsze odzyskiwanie jest nieopłacalne.
Stosowana głównie do produkcji alkoholu, drożdży piekarniczych oraz paszowych, do produkcji gliceryny oraz kwasów organicznych – cytrynowego i szczawiowego. Jest bogatym źródłem żelaza niehemowego. Można z niej izolować betainę.

## Rodzaje
W zależności od surowca, z którego jest wytwarzana, wyróżnia się:
- melasę buraczaną, uzyskiwaną przy produkcji cukru buraczanego
- melasę trzcinową, uzyskiwaną przy produkcji cukru trzcinowego
- melasę karobową uzyskiwaną z mączki chleba świętojańskiego.

## Skład chemiczny
Skład melasy oraz jej konsystencja zależą od:
- jakości i składu chemicznego surowca, z którego jest otrzymywana
- procesu technologicznego – sposobu przerobu
- warunków przechowywania.

### Melasa buraczana
Zawartość podstawowych składników:
- woda – 20%
- sucha substancja – 80%, w tym:
  - sacharoza – 50%
  - inne związki – 30%, w tym:
    - cukry redukujące – 0,3%
    - rafinoza – 0,5%
    - popiół węglanowy – 8,6%
    - kwasy bezazotowe – 4,5%
    - aminokwasy – 5,5%
    - związki azotowe (ogółem) – 1,7%

### Melasa trzcinowa
Zawartość podstawowych składników:
- woda – 20%
- sucha substancja – 80%, w tym:
  - sacharoza – 38,4%
  - inne związki – 41,6%, w tym:
    - cukry redukujące – 20%
    - rafinoza – 1,6%
    - popiół węglanowy – 7,5%
    - kwasy bezazotowe – 3,0%
    - aminokwasy – 1,0%
    - związki azotowe (ogółem) – 0,5%

## Składniki mineralne
Zawartość składników mineralnych w przeliczeniu na tlenki:
- tlenek potasu, K
2O – 4,69–5,5%
- tlenek sodu, Na
2O – 0,75–0,8%
- tlenek wapnia, CaO – 0,22–0,25%
- tlenek magnezu, MgO – 0,03–0,04%
- tlenek żelaza(III), Fe
2O
3 – 0,03%
- dwutlenek węgla, CO
2 – 2,33–2,6%
- tlenek fosforu(V), P
4O
10 – 0,05–0,06%

Duża zawartość związków nieorganicznych hamuje rozwój mikroorganizmów.